# Czerwionka-Leszczyny (gemeente)
De gemeente Czerwionka-Leszczyny is een stad- en landgemeente in het Poolse woiwodschap Silezië, in powiat Rybnicki.
Zetel van de gemeente is in de stad Czerwionka-Leszczyny.
De gemeente bestaat uit de stad Czerwionka-Leszczyny en de plaatsen:
- Czerwionka
- Leszczyny
- Czuchów
- Dębieńsko.

sołectwo:
- Bełk
- Książenice
- Przegędza
- Stanowice
- Palowice
- Szczejkowice.

Op 30 juni 2004 telde de gemeente 41 068 inwoners.

## Oppervlakte gegevens
In 2002 bedroeg de totale oppervlakte van gemeente Czerwionka-Leszczyny 115,65 km2, waarvan:
- agrarisch gebied: 48%
- bossen: 41%

De gemeente beslaat 51,48% van de totale oppervlakte van de powiat.

## Demografie
Stand op 30 juni 2004:
| Omschrijving                   | Totaal | Totaal | Vrouwen | Vrouwen | Mannen | Mannen |
| ------------------------------ | ------ | ------ | ------- | ------- | ------ | ------ |
| eenheid                        | aantal | %      | aantal  | %       | aantal | %      |
| inwoners                       | 41 068 | 100    | 20 762  | 50,6    | 20 306 | 49,4   |
| bevolkingsdichtheid (inw./km2) | 355,1  | 355,1  | 179,5   | 179,5   | 175,6  | 175,6  |

In 2002 bedroeg het gemiddelde inkomen per inwoner 1 196,86 zł.

## Aangrenzende gemeenten
Knurów, Ornontowice, Orzesze, Pilchowice, Rybnik, Żory